# Aïr
Aïr – wyżyna w Nigrze w południowej części Sahary. Zbudowana jest ze skał prekambryjskich. Średnia wysokość wynosi 800 m. Przecinają ją wadi, a ponad powierzchnię wznoszą się wygasłe wulkany (najwyższy szczyt to Baguezane 2022 m n.p.m.). Porasta ją roślinność pustynna i półpustynna. Zamieszkują ją koczownicy, którzy hodują wielbłądy i bydło. Na terenie wyżyny wydobywa się rudy uranu. 
Istnieją tu liczne stanowiska archeologiczne ze sztuką naskalną z okresu od VI–II tysiąclecia p.n.e. Współcześnie głównym ośrodkiem miejskim w obszarze wyżyny jest miasto Agadez. 
Część wyżyny Aïr wraz z fragmentem pobliskiej pustyni Ténéré objęta jest ochroną w ramach Rezerwatu Przyrody Aïr i Ténéré (fr. Réserve naturelle de l'Aïr et du Ténéré), wpisanego w 1991 roku na listę światowego dziedzictwa UNESCO. Od 1997 roku rezerwat ten wpisany jest także na listę rezerwatów biosfery.